# Украинская демократическо-хлеборобская партия
Украинская демократическо-хлеборобская партия (Украинская демократическая хлеборобская партия, укр. Українська демократично-хліборобська партія), УДХП — украинская политическая партия консервативного направления, основанная в Лубнах в мае 1917 года по инициативе С. и В. Шеметов, М. Боярского, В. Шкляра, Л. Климова, М. Макаренко, И. Корниенко и др.; учредительное собрание состоялось 29 июня 1917 года в Лубнах с участием 1 500 крестьян и 20 помещиков. Сначала партия называлась Украинская демократическая партия. 
Заявленные цели: достижение суверенности украинского народа, сохранение частной собственности, решение земельного вопроса украинским Соймом на основе раздела помещичьих земель за выкуп. На основе этих принципов члены организации В. Андриевский, С. Шемет и В. Липинский разработали проекты программы. Официальной программой стал проект, подготовленный В. Липинским (издан в октябре 1917 года), по предложению которого партия получила название Украинская демократическо-хлеборобская партия. Программа партии предусматривала достижение политической самостоятельности Украины, формирование интеллектуальной элиты с государственническим сознанием, разработку демократического проекта государственного устройства (во имя самостоятельности В. Липинский на время поступился идеей монархизма). Программа провозглашала общие гражданские права и автокефалию религиозных конфессий на Украине. В экономическом разделе предусматривалось установление государственного контроля за национальным хозяйством, сосуществование арендной и частнособственнической форм землевладения. Партия отстаивала идею создания единого национального фронта для развития Украинского государства. В марте 1918 года руководство УДХП вело переговоры с Украинской Центральной радой о вхождении членов партии в её состав.
В апреле 1918 года УДХП способствовала приходу к власти П. Скоропадского. В мае 1918 года УДХП вошла в состав Украинского национально-государственного союза. В октябре 1918 года участники II съезда партии выступили против консервативного экономического и внешнеполитического (на образование федерации c небольшевистской Россией) курса гетманского правительства и одобрили решение об установлении контактов с Украинским национальным союзом (так к этому времени именовался Украинский национально-государственный союз). 
В период Директории УНР в партии произошел раскол. В борьбе с большевиками искала поддержки у П. Болбочана и Е. Коновальца.
После ликвидации Украинской народной республики и отъезда в эмиграцию, весной 1920 года в Вене группа лидеров партии (С. Шемет, В. Липинский, О. Скоропис-Йолтуховский) создала монархическую организацию Украинский союз хлеборобов-державников (УСХД), другие вошли в состав Совета республики. Своих изданий партия не имела; использовала газету «Вестник лубенского общественного комитета». С 1920 в Вене выходил периодический сборник УСХД с материалами по истории партии.